# Alina Luchshava
Alina Luchshava (30 de agosto de 2001) es una deportista de Bielorrusia que compite en atletismo. Ganó una medalla de oro en el Campeonato Europeo de Atletismo por Equipos de 2021, en la prueba de 4 × 400 m.